# Gran Premi de Suècia del 1974
Resultats del Gran Premi de Suècia de Fórmula 1 de la temporada 1974, disputat al circuit d'Anderstorp el 9 de juny del 1974.

## Resultats
| Pos | No | Pilot                | Equip               | Voltes | Temps/ Retirada       | Pos. de sortida | Punts |
| --- | -- | -------------------- | ------------------- | ------ | --------------------- | --------------- | ----- |
| 1   | 3  | Jody Scheckter       | Tyrrell - Ford      | 80     | 1h 58' 31. 3          | 2               | 9     |
| 2   | 4  | Patrick Depailler    | Tyrrell - Ford      | 80     | + 0.38 s              | 1               | 6     |
| 3   | 24 | James Hunt           | Hesketh - Ford      | 80     | + 3.325 s             | 6               | 4     |
| 4   | 5  | Emerson Fittipaldi   | McLaren - Ford      | 80     | + 53.507 s            | 9               | 3     |
| 5   | 17 | Jean Pierre Jarier   | Shadow - Ford       | 80     | + 1' 16.403 min.      | 8               | 2     |
| 6   | 26 | Graham Hill          | Lola - Ford         | 79     | + 1 Volta             | 15              | 1     |
| 7   | 27 | Guy Edwards          | Lola - Ford         | 79     | + 1 Volta             | 18              |       |
| 8   | 21 | Tom Belso            | Iso Marlboro - Ford | 79     | + 1 Volta             | 21              |       |
| 9   | 8  | Rikky von Opel       | Brabham - Ford      | 79     | + 1 Volta             | 20              |       |
| 10  | 10 | Vittorio Brambilla   | March - Ford        | 78     | Motor                 | 17              |       |
| 11  | 28 | John Watson          | Brabham - Ford      | 77     | + 3 Voltes            | 14              |       |
| Ret | 22 | Vern Schuppan        | Ensign - Ford       | 77     | Desqualificat         | 26              |       |
| Ret | 12 | Niki Lauda           | Ferrari             | 70     | Caixa canvi           | 3               |       |
| Ret | 9  | Reine Wisell         | March - Ford        | 59     | Suspensions           | 16              |       |
| Ret | 6  | Denny Hulme          | McLaren - Ford      | 56     | Suspensions           | 12              |       |
| Ret | 19 | Jochen Mass          | Surtees - Ford      | 53     | Suspensions           | 22              |       |
| Ret | 7  | Carlos Reutemann     | Brabham - Ford      | 30     | Pèrdua d'oli          | 10              |       |
| Ret | 2  | Jacky Ickx           | Lotus - Ford        | 27     | Motor                 | 7               |       |
| Ret | 11 | Clay Regazzoni       | Ferrari             | 24     | Caixa canvi           | 4               |       |
| Ret | 18 | Carlos Pace          | Surtees - Ford      | 15     |                       | 24              |       |
| Ret | 1  | Ronnie Peterson      | Lotus - Ford        | 8      | Part mecànica         | 5               |       |
| Ret | 23 | Leo Kinnunen         | Surtees - Ford      | 8      | Motor                 | 25              |       |
| Ret | 33 | Mike Hailwood        | McLaren - Ford      | 5      | Pèrdua de combustible | 11              |       |
| Ret | 14 | Jean Pierre Beltoise | BRM                 | 3      | Motor                 | 13              |       |
| Ret | 16 | Bertil Roos          | Shadow - Ford       | 2      | Caixa canvi           | 23              |       |
| Ret | 15 | Henri Pescarolo      | BRM                 |        | Incendi               | 19              |       |
| NVC | 20 | Richard Robarts      | Iso Marlboro - Ford |        |                       |                 |       |

## Altres
- Pole: Patrick Depailler 1' 24. 758

- Volta ràpida: Patrick Depailler 1' 27. 262 (a la volta 72).